# 1094 w polityce

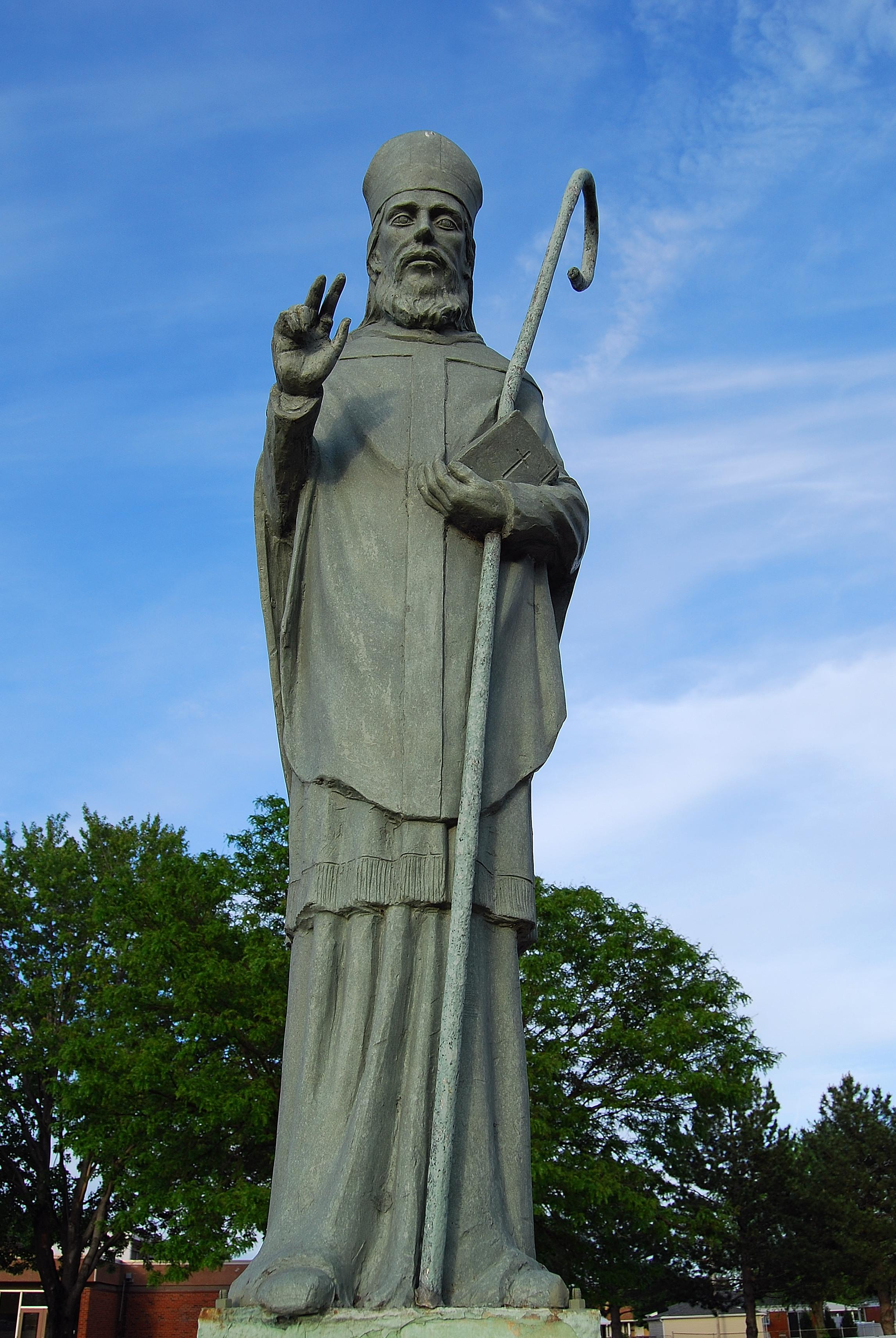
Malachiasz z Armagh

Wydarzenia polityczne w 1094 roku.

## Wydarzenia
- Piotr I zostaje królem Aragonii i Nawarry[1].
- Donald III traci władzę w Szkocji[2].

## Urodzili się
- Malachiasz z Armagh, irlandzki biskup.
- Abd al-Mumin, berberyjski władca, założyciel dynastii Almohadów, kalif Maroka[3].

## Zmarli
- 12 listopada Duncan II, król Szkocji[4].